# Shyam Ramsay
Shyam Ramsay (17 de maig de 1952 - 18 de setembre de 2019) va ser un director de cinema de Bollywood. a ser un dels set germans Ramsay que van estar actius al cinema indi durant els anys setanta i vuitanta. Shyam Ramsay era considerat l'artista principal i cap d'aquest grup. Van produir una sèrie de pel·lícules de terror com Darwaza (1978), Purana Mandir (1984) i Veerana (1988).
La seva popularitat va disminuir cap a finals de la dècada de 1980, quan Ramsay va començar a entretenir la seva energia creativa i centrar-se en la programació de televisió que era molt demandada a causa dels múltiples canals privats com ara Zee TV, Star Plus, etc. que es van llançar a principis dels noranta a l'Índia. Va començar la primera sèrie de televisió de terror de l'Índia per a Zee TV: Zee Horror Show. Va ser un gran èxit i la seva popularitat està demostrada per les diferents comunitats creades en la seva memòria a comunitats de xarxes socials com Facebook i Orkut pels seus fans.
Després de Zee Horror Show, va fer uns quants episodis de Saturday Suspense, X Zone i Nagin per a Zee TV. El 2008, juntament amb la seva filla, Saasha Ramsay, van dirigir una sèrie sobrenatural basada en el concepte de serp femenina desitjada per a Sahara One, anomenada Neeli Aankhen.
Shyam Ramsay va tornar als llargmetratges des de l'any 2000 quan va començar la producció de Dhund: The Fog que es va estrenar el 21 de febrer de 2003. Després va fer Ghutan  el 2007 i una pel·lícula de comèdia de terror, Bachao el 2010. La seva darrera estrena Neighbors es va estrenar el gener de 2014.

## Pel·lícules dirigides
- Gentayangan (2018)[6]
- Koi Hai (2017)
- Neighbours (2014)
- Bachaao - Inside Bhoot Hai... (2010)
- Ghutan (2007)
- Dhund: The Fog (2003)
- Talashi (2000)
- Nagin (1999) (sèrie de televisió)
- Anhonee (1998) (sèrie de televisió)
- The Zee Horror Show (1993–97) (sèrie de televisió)
- Mahakaal (1993)
- Police Mathu Dada (1991)
- Inspector Dhanush (1991)
- Ajooba Kudrat Ka (1991)
- Bandh Darwaza (1990)
- Purani Haveli (1989)
- Veerana (1988)[7]
- Tahkhana (1986)
- Telephone (1985)
- Saamri (1985)
- Purana Mandir (1984)
- Ghungroo Ki Awaaz (1981)
- Hotel (1981)
- Sannata (1981)
- Dahshat (1981)
- Saboot (1980)
- Guest House (1980 film) (1980)
- Aur Kaun? (1979)
- Darwaza (1978)
- Andhera (1975)
- Do Gaz Zameen Ke Neeche (1972)
- Nakuli Shaan (1971)

## Pel·lícules editades
- Veerana (1988)
- Khel Mohabbat Ka (1986) (com Shyam)
- Telephone (1985)
- Purana Mandir (1984)
- Ghungroo Ki Awaaz (1981)
- Dahshat (1981) (co-editor)
- Saboot (19 deep in the world is a great80) (co-editor)
- Guest House (1980) (co-editor)

## Guions
- Inspector Dhanush (1991) (història) (com Tulsi-Shyam)
- Bandh Darwaza (1990) (guió)
- Veerana (1988) (guió)
- Buddha Mil Gaya (1971) (història) (com Shyam)

## Pel·lícules produïdes
- Ghutan (2007) (productor)
- Bandh Darwaza (1990)
- Veerana (1988)
- Saamri 3D (1986) (productor)[8]